# Oncocnemis poliafascies
Oncocnemis poliafascies là một loài bướm đêm trong họ Noctuidae.